# 天山黄鼠
天山黄鼠（学名：Citellus relictus）为松鼠科黄鼠属的动物，分布于帕米尔高原西部，天山区域的中西部，包括哈萨克斯坦，吉尔吉斯斯坦，乌兹别克斯坦和中国新疆伊犁地区等地。它一般生活于低山丘陵地带的山地、草原和荒漠草原，海拔500-3000米的区域。该物种的模式产地在哈萨克斯坦境内西天山(42°N,71°E)。

## 亚种
- 天山黄鼠伊犁亚种（学名：Citellus relictus ralli），Heptner于1948年命名。在中国大陆，分布于新疆（伊犁地区）等地。该物种的模式产地在俄罗斯乌拉尔山。[3]